# Liste der Kulturdenkmäler in Gemmerich
In der Liste der Kulturdenkmäler in Gemmerich sind alle Kulturdenkmäler der rheinland-pfälzischen Ortsgemeinde Gemmerich aufgeführt. Grundlage ist die Denkmalliste des Landes Rheinland-Pfalz (Stand: 8. Dezember 2023).

## Einzeldenkmäler
| Bezeichnung              | Lage                                  | Baujahr                            | Beschreibung                                                   | Bild            |
| ------------------------ | ------------------------------------- | ---------------------------------- | -------------------------------------------------------------- | --------------- |
| Wohnhaus                 | Bachheimer Straße 2 Lage              | 1890                               | Fachwerkhaus, 1890                                             | BW              |
| Brunnen                  | Brunnenstraße, Ecke Mittelstraße Lage | zweite Hälfte des 19. Jahrhunderts | gusseisernes Brunnenbecken, zweite Hälfte des 19. Jahrhunderts | BW              |
| Brunnen                  | Hauptstraße, neben Nr. 17a Lage       | zweite Hälfte des 19. Jahrhunderts | gusseisernes Brunnenbecken, zweite Hälfte des 19. Jahrhunderts | BW              |
| Evangelische Pfarrkirche | Kirchstraße 4 Lage                    | 18. Jahrhundert                    | dreiachsiger Mansarddachbau, 18. Jahrhundert                   | Fotos hochladen |